# Волиця (Лановецька міська громада)
Во́лиця — село в Україні, у Лановецькій міській громаді Кременецького району Тернопільської області. Розташоване на сході району. Раніше у підпорядкуванні Лановецької міської ради (2015).
Населення — 216 осіб (2001).

## Історія
Перша писемна згадка — 1583 рік, згідно з поборовим реєстром Кременецького повіту.
1776 року Волиця належала Я. Липському.
1 січня 1924 року ліквідовану свого часу Лановецьку волость було відновлено як ґміну Ланівці Кременецького повіту і до неї приєднано вилучене із ґміни Вишгородок село Волиця.
12 червня 2020 року, відповідно до розпорядження Кабінету Міністрів України № 724-р «Про визначення адміністративних центрів та затвердження територій територіальних громад Тернопільської області» увійшло до складу Лановецької міської громади.
19 липня 2020 року, в результаті адміністративно-територіальної реформи та ліквідації Лановецького району, село увійшло до складу Кременецького району.

## Населення

### Мова
Розподіл населення за рідною мовою за даними :
| Мова       | Кількість | Відсоток |
| ---------- | --------- | -------- |
| українська | 216       | 100%     |

## Релігія
Є церква святого Михаїла (кінець 1990-х).

## Пам'ятники
Насипано символічну могилу УСС (відновлено 1990).

## Соціальна сфера
Діє загальноосвітня школа І ступеня.

## Природоохоронні території
- Березина (заповідне урочище).
- Волицька лучно-болотна ділянка.

## Галерея

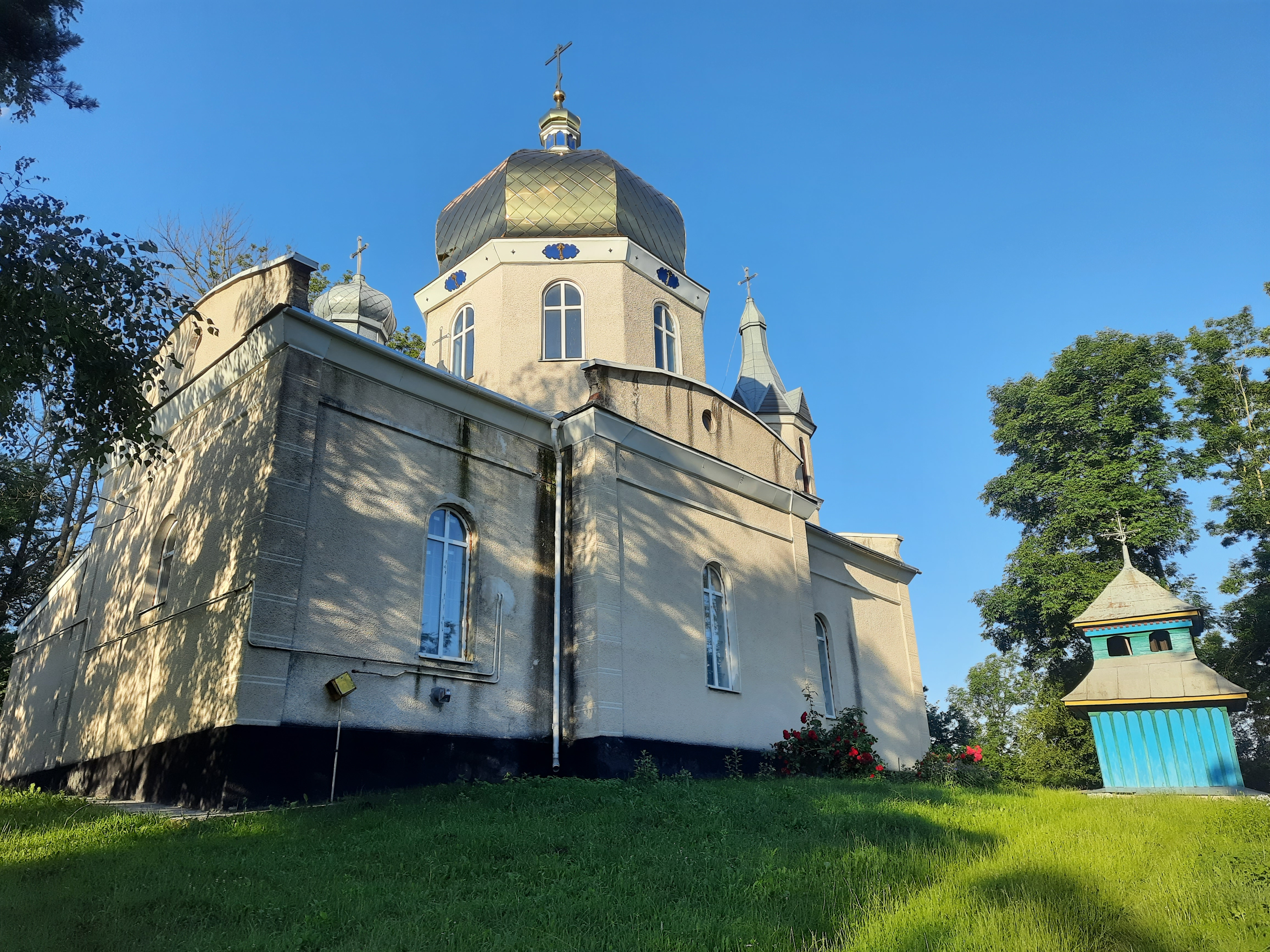
Церква Святого Архістратига Михаїла
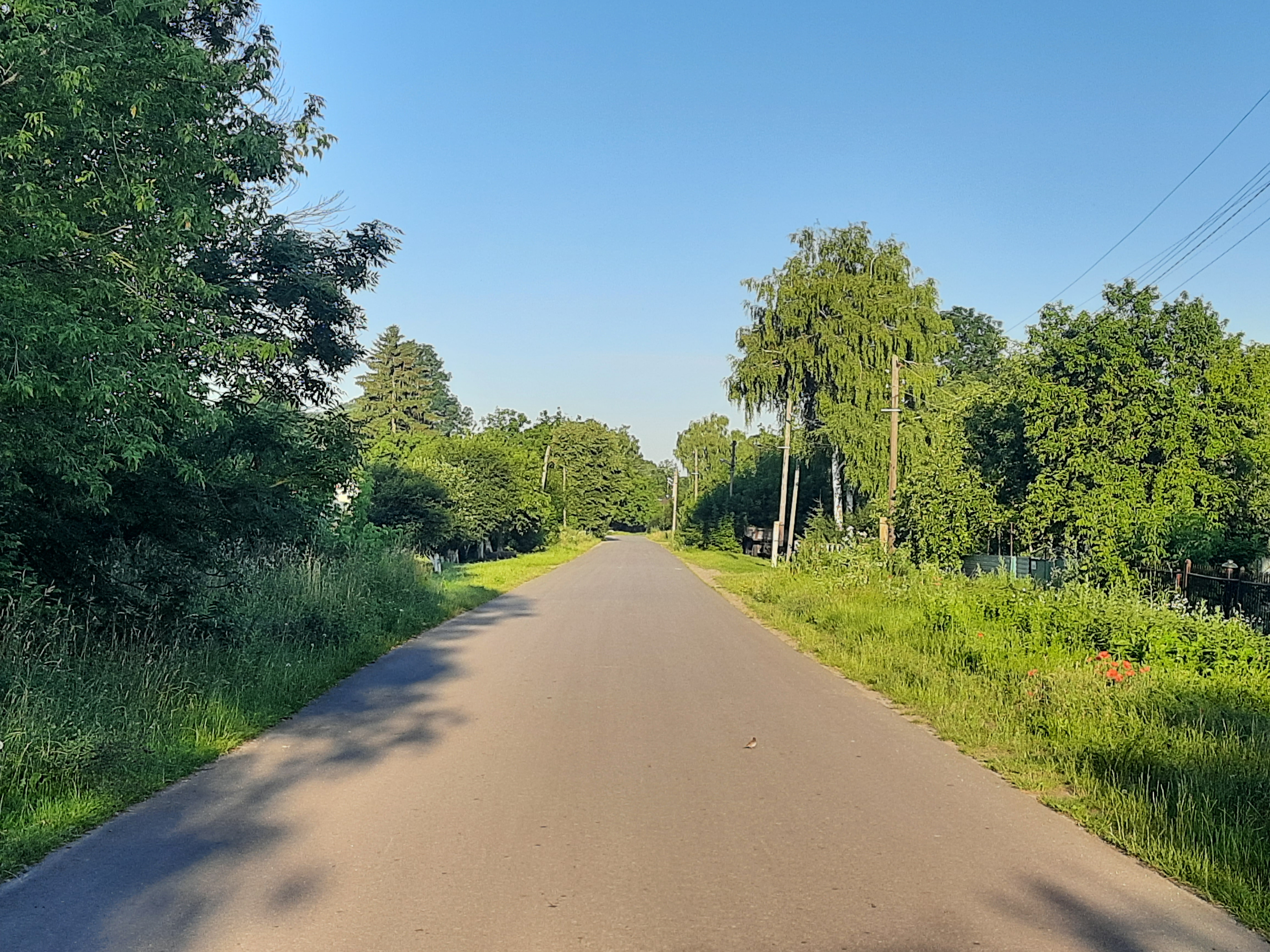
Сільська вулиця
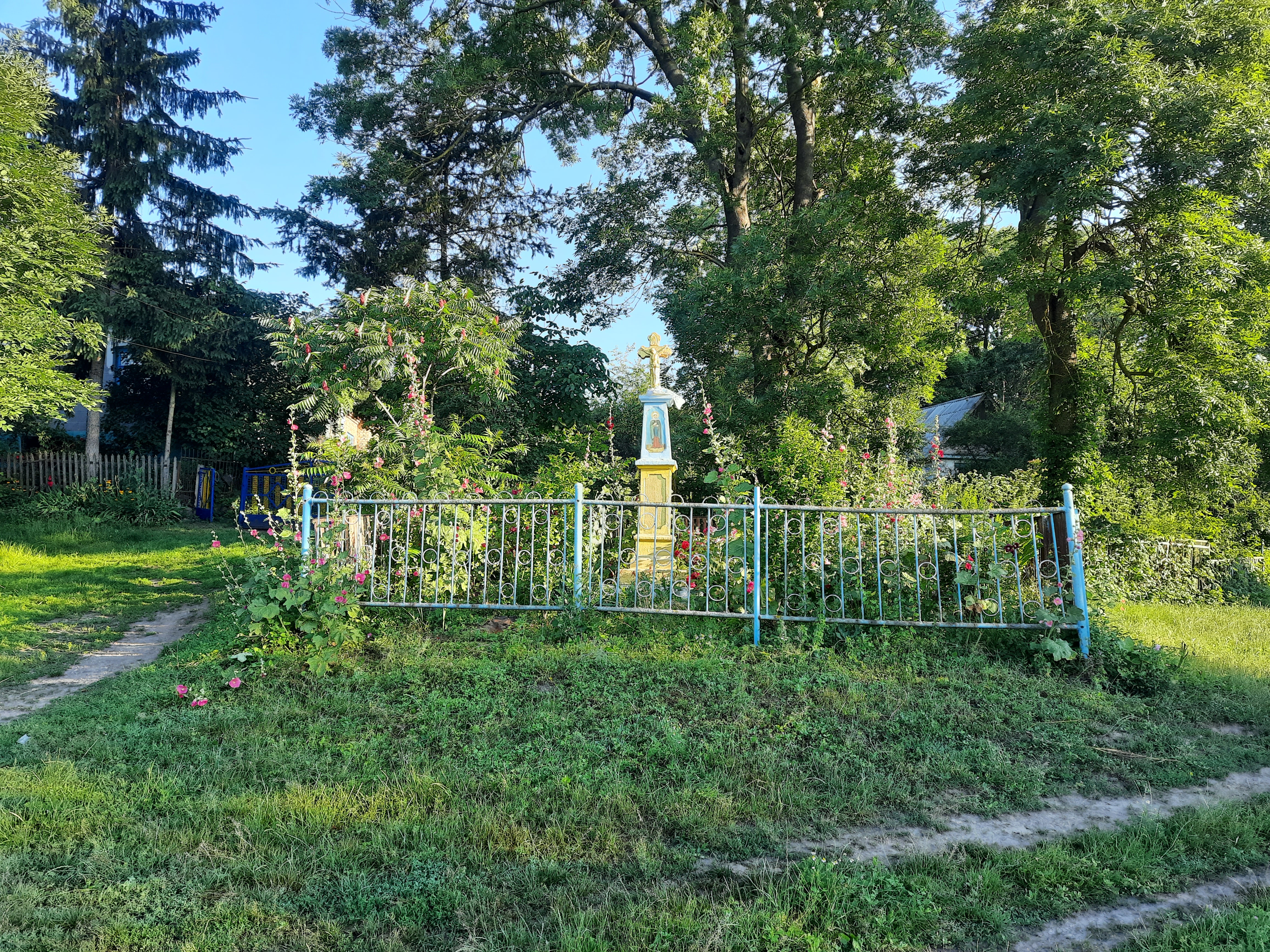
Пам'ятний хрест
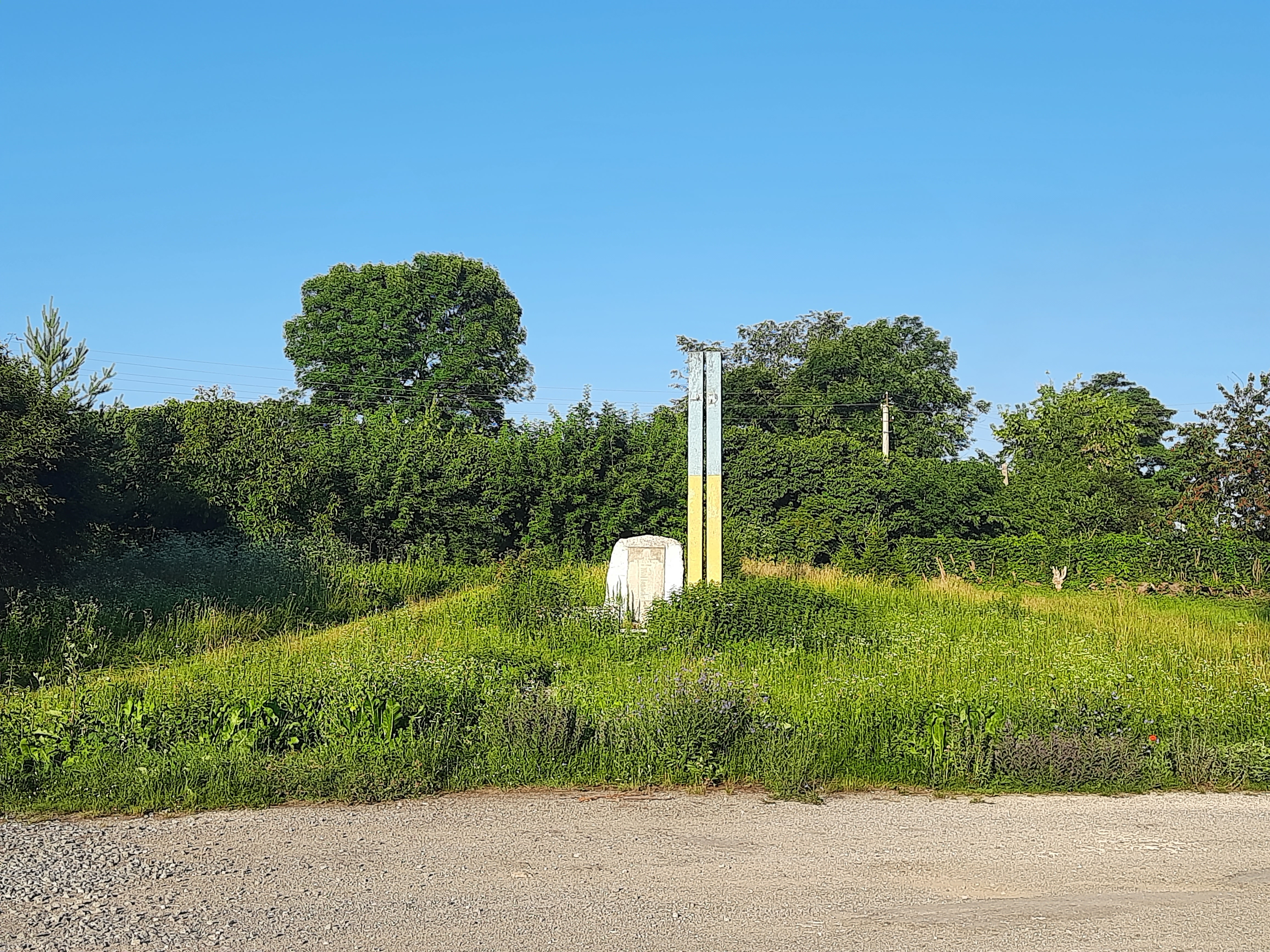
Пам'ятний знак воїнам-землякам, які загинули в роки Другої світової війни
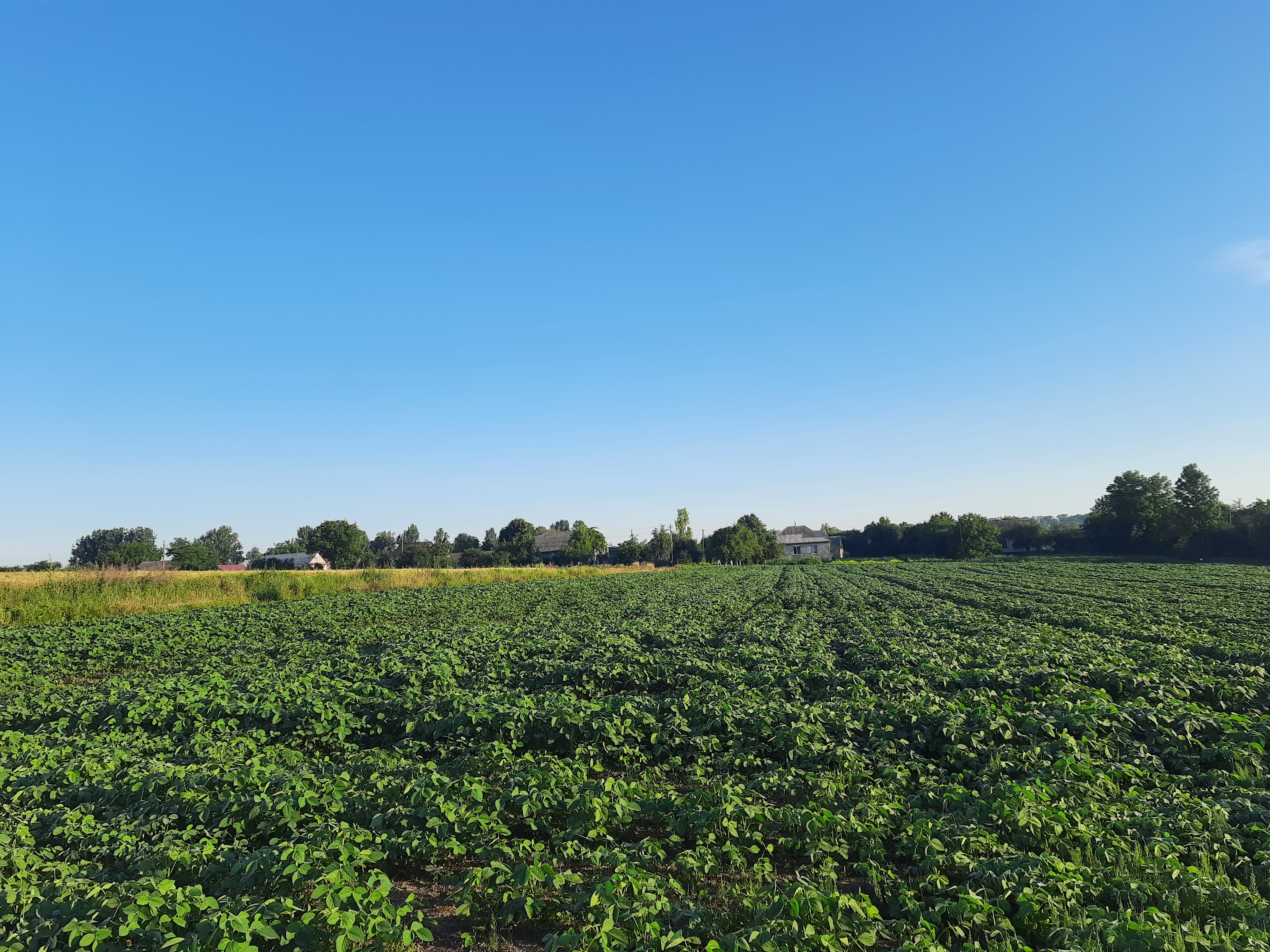
Сільський краєвид